# Fred Alan Wolf
Pour les articles homonymes, voir Wolf.
Œuvres principales
Parallel Universes: The Search for Other Worlds
Fred Alan Wolf (né le 3 décembre 1934) est un physicien, et un essayiste américain. C'est un théoricien de la mécanique quantique.

## Biographie
Wolf a reçu son Ph.D en physique théorique de l'UCLA en 1963. 
Il a enseigné à l'Université de Londres, l'Université de Paris, l'Institut Hahn-Meitner de physique nucléaire à Berlin, l'Université hébraïque de Jérusalem, et le San Diego State University aux États-Unis.
Il a eu des entretiens avec le physicien David Bohm, le prix Nobel Richard Feynman et Werner Heisenberg.
Son ouvrage le plus connu, Taking the Quantum Leap, qui vulgarise la physique quantique, lui a valu le Prix national du livre pour la science des États-Unis en 1982.
Il a été physicien consultant pour l'émission the Know Zone du Discovery Channel.

## Discographie
- Dr. Quantum Presents: A User's Guide To Your Universe, 2005
- Dr. Quantum Presents: Meet the Real Creator—You!, 2005

## Autres médias
- 2014 : Dalai Lama Awakening (en)
- 2007 : Dalai Lama Renaissance (documentaire)
- 2006 : What the BLEEP
- 2006 : The Secret de Drew Heriot
- 2004 : Que sait-on vraiment de la réalité !? (documentaire) — What the Bleep Do We Know!?